# 津久井郡
- 令制国一覧 > 東海道 > 相模国 > 津久井郡
- 日本 > 関東地方 > 神奈川県 > 津久井郡

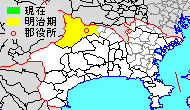
神奈川県津久井郡の範囲

津久井郡（つくいぐん）は、神奈川県（相模国）にあった郡。

## 概要
1955年（昭和30年）の合併（昭和の大合併）の結果、当郡は城山町・津久井町・相模湖町・藤野町の4町で構成されることとなった。2006年（平成18年）3月20日に津久井町・相模湖町の2町が相模原市に編入されるまで、明治以来の郡域に変更はない。面積は238.44km2、2町編入直前の2006年（平成18年）3月1日当時の郡域の総人口は72,871人であった。
丹沢山地の北側に位置し、相模原台地の北西端を占める城山町東部を除き、全域を山地が占める。その間を相模川や道志川、串川およびそれらの支流が流れ、それらの河川によって形成された断片的な河岸段丘がわずかな平坦地として分布する。江戸時代後期から昭和初期にかけては養蚕と織物産業が発展した。
道志川を境に北西側の上津久井（旧藤野町・相模湖町）と南東側の下津久井（旧津久井町・城山町）に分けられる。上津久井は本来は甲州街道（国道20号）やJR中央本線を介して、また織物産業との関連から東京都の八王子と、また西に隣接する山梨県の上野原との結びつきの強い地域である。一方の下津久井は歴史的にも旧相模原市と関係が深い地域が多い。中野や川尻などの町役場の所在地がバス交通などによって橋本などと結ばれていた。特に旧城山町では、相模川沿いは対岸の旧市側と渡しが行われていた関係で、旧市域の集落と合併が模索された歴史を持つ他、東部に至っては旧市域の橋本地区から連続した市街地を形成しており、合併前から事実上相模原市と一体化していた。津久井郡の人口のうち6万人を占める下津久井の2町と相模原市との結びつきが、郡内の4町すべてが相模原市と合併することになる背景となった。

## 郡域
現在の行政区画では概ね以下の区域に相当する。
- 相模原市（橋本一 - 八丁目、東橋本一 - 四丁目、西橋本一 - 五丁目、橋本台一 - 四丁目、二本松一 - 四丁目、相原一 - 六丁目、元橋本町、大山町、大字大島、大字上九沢、大字下九沢及び大字田名の区域を除く緑区の全域。）

### 隣接していた郡
行政区画として発足した当時に隣接していた郡は以下の通り。
- 神奈川県 ： 足柄上郡、愛甲郡、高座郡、多摩郡の一部（後に南多摩郡、西多摩郡）
- 山梨県 : 北都留郡、南都留郡

## 歴史
相模国に属する。大部分の区域は中世末まで愛甲郡の一部とされ、奥三保と呼ばれた。一方、相模川左岸下流側の現・相模原市緑区三井、中沢、川尻など旧津久井町北部および旧城山町北部は高座郡に属していた。戦国時代までに津久井または津久井領の名で呼ばれるようになった。「津久井」の呼称は、鎌倉時代に現在の城山に津久井城を築いた三浦氏支族の津久井（築井）氏に由来するとされている。津久井氏は三浦郡に名字の地を持ち、現在の横須賀市に「津久井」の地名が残る。ただし、この説を裏付ける文献資料は見つかっていない。
江戸時代初期の1663年（寛文4年）～1684年（貞享元年）に津久井領全域が久世家領（1669年（寛文9年）から関宿藩）となり、また幕末期には相模川以南の村の多くが小田原藩領となっていたが、それ以外は旗本知行地となった幾つかの村を除き幕府領であった。1691年（元禄4年）にこの地域を支配した幕府代官山川貞清によって正式に愛甲郡および高座郡から分離され、津久井県と称することとなった。江戸時代を通じて地域区分の単位として「県」を称した全国で唯一の例であったが、1870年（明治3年）、当時津久井県を管轄していた神奈川県が小田原藩と「掛合」（協議）の上で民部省へ伺いを申し出たことにより津久井郡と改称された。

### 近代以降の沿革
- 「旧高旧領取調帳」に記載されている明治初年時点での支配は以下の通り。●は村内に寺社領が、○は寺社除地（領主から年貢免除の特権を与えられた土地）が存在。幕府領は代官・江川太郎左衛門支配所（韮山代官所）が管轄したが、実際には出先機関である奥畑番所が若柳村に存在し、水運の管理等を行っていた。上中沢村、下中沢村は1村と数える。（28村）

| 知行         | 知行                 | 村数 | 村名 |
| ------------ | -------------------- | ---- | --- |
| 幕府領       | 幕府領（江川支配所） | 11村 | ●葉山島村、○三井村、●○中野村、○寸沢嵐村、●○千木良村、○与瀬村、○吉野村、○沢井村、○佐野川村、○小淵村、○名倉村 |
| 幕府領       | 旗本領               | 2村  | ○上川尻村、○三ケ木村                                                                                        |
| 幕府領       | 幕府領・旗本領       | 1村  | 小倉村 |
| 藩領         | 相模小田原藩         | 10村 | ●上中沢村、下中沢村、●○根小屋村、○上長竹村、下長竹村、○青山村、○鳥屋村、○又野村、○青根村、○若柳村、○牧野村  |
| 幕府領・藩領 | 幕府領・小田原藩     | 3村  | ○太井村、●○青野原村、○日連村                                                                                |
| 幕府領・藩領 | 旗本領・小田原藩     | 1村  | ○下川尻村                                                                                                   |

- 時期不明 - 与瀬村の一部より小原[注釈 3]が起立。（29村）
- 慶応4年6月29日（1868年8月17日） - 幕府領・旗本領が韮山県の管轄となる。
- 明治2年1月17日（1869年2月27日）から9月28日（1869年11月1日）まで - 韮山県の管轄地域が神奈川県に編入。
- 明治3年（1870年） - 津久井県が津久井郡に改称。
- 明治4年
  - 7月14日（1871年8月29日） - 廃藩置県により小田原藩領が小田原県の管轄となる
  - 11月14日（1871年12月25日） - 第1次府県統合により全域が足柄県の管轄となる。
- 明治8年（1875年） - 上川尻村・下川尻村が合併して川尻村となる。（28村）
- 明治9年（1876年）
  - 4月18日 - 第2次府県統合により足柄県が神奈川県・静岡県に合併され、当郡は神奈川県の管轄となる。
  - 上長竹村・下長竹村が合併して長竹村となる。（27村）
- 明治11年（1878年）7月22日 - 郡区町村編制法の施行により、行政区画としての津久井郡が発足。郡役所は中野村（現相模原市緑区中野）に設置。

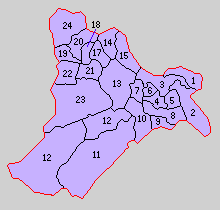
1.川尻村 2.湘南村 3.三沢村 4.中野村 5.太井村 6.又野村 7.三ケ木村 8.根小屋村 9.長竹村 10.青山村 11.鳥屋村 右12.青野原村 左12.青根村 13.内郷村 14.小原町 15.千木良村 17.与瀬駅 18.吉野駅 19.小淵村 20.沢井村 21.日連村 22.名倉村 23.牧野村 24.佐野川村（紫：相模原市）

- 明治22年（1889年）4月1日 - 町村制の施行により、以下の町村が発足。甲州街道の宿駅であった与瀬と吉野は町制施行までは駅という呼称を用いた。ただし、同じく宿駅だった小原は町村制施行当初から小原町の呼称を用いている。（1町2駅21村）
  - 川尻村（単独村制）
  - 湘南村 ← 小倉村、葉山島村
  - 三沢村 ← 中沢村（上中沢村、下中沢村）、三井村
  - 中野村、太井村、又野村、三ケ木村、根小屋村、長竹村、青山村、鳥屋村、青野原村、青根村（それぞれ単独村制）
  - 内郷村 ← 若柳村、寸沢嵐村
  - 小原町、千木良村、与瀬駅、吉野駅、小淵村、沢井村、日連村、名倉村、牧野村、佐野川村（それぞれ単独村制）
- 明治32年（1899年）7月1日 - 郡制施行。
- 明治42年（1909年）5月1日 - 青山村・長竹村・根小屋村が合併して串川村が発足。（1町19村2駅）
- 大正2年（1913年）4月1日 - 与瀬駅・吉野駅が町制を施行し、それぞれ与瀬町、吉野町となる。（3町19村）
- 大正12年（1923年）4月1日 - 郡会が廃止。ただし、郡役所は残務処理のため存続。
- 大正14年（1925年）
  - 1月1日 - 中野村が町制施行して中野町となる。（4町18村）
  - 7月1日 - 中野町・太井村・又野村・三ケ木村が合併し、改めて中野町が発足。（4町15村）
- 大正15年（1926年）7月1日 - 郡役所が廃止。以降は地理的区分となる。
- 昭和29年（1954年）7月15日 - 吉野町・小淵村・沢井村が合併し、改めて吉野町が発足。（4町13村）
- 昭和30年（1955年）
  - 1月1日 - 内郷村・小原町・千木良村・与瀬町が合併して相模湖町が発足。（3町11村）
  - 4月1日（4町4村）
    - 川尻村・湘南村および三沢村の一部（大字中沢）が合併して城山町が発足。
    - 中野町・串川村・鳥屋村・青野原村・青根村および三沢村の残部（大字三井）が合併して津久井町が発足。

  - 7月20日 - 佐野川村・名倉村・日連村・牧野村・吉野町が合併して藤野町が発足。（4町）
- 平成18年（2006年）3月20日 - 津久井町・相模湖町が相模原市に編入。（2町）
- 平成19年（2007年）3月11日 - 藤野町・城山町が相模原市に編入。同日津久井郡消滅。

### 変遷表
| 明治以前 | 明治初年 - 明治22年 | 明治22年 4月1日 町村制施行 | 明治22年 - 大正15年        | 明治22年 - 大正15年       | 昭和元年 - 昭和29年    | 昭和30年 - 昭和64年     | 平成元年 - 現在                | 平成元年 - 現在                                      | 現在          |
| -------- | ------------------- | -------------------------- | -------------------------- | ------------------------- | ---------------------- | ----------------------- | ------------------------------ | ---------------------------------------------------- | ------------- |
| 上川尻村 | 明治8年 川尻村      | 川尻村                     | 川尻村                     | 川尻村                    | 川尻村                 | 昭和30年4月1日 城山町   | 平成19年3月11日 相模原市に編入 | 平成22年4月1日 政令指定都市に移行 相模原市緑区の一部 | 相模原市 緑区 |
| 下川尻村 | 明治8年 川尻村      | 川尻村                     | 川尻村                     | 川尻村                    | 川尻村                 | 昭和30年4月1日 城山町   | 平成19年3月11日 相模原市に編入 | 平成22年4月1日 政令指定都市に移行 相模原市緑区の一部 | 相模原市 緑区 |
| 小倉村   | 小倉村              | 湘南村                     | 湘南村                     | 湘南村                    | 湘南村                 | 昭和30年4月1日 城山町   | 平成19年3月11日 相模原市に編入 | 平成22年4月1日 政令指定都市に移行 相模原市緑区の一部 | 相模原市 緑区 |
| 葉山島村 | 葉山島村            | 湘南村                     | 湘南村                     | 湘南村                    | 湘南村                 | 昭和30年4月1日 城山町   | 平成19年3月11日 相模原市に編入 | 平成22年4月1日 政令指定都市に移行 相模原市緑区の一部 | 相模原市 緑区 |
| 上中沢村 | 上中沢村            | 三沢村                     | 三沢村                     | 三沢村                    | 三沢村                 | 昭和30年4月1日 城山町   | 平成19年3月11日 相模原市に編入 | 平成22年4月1日 政令指定都市に移行 相模原市緑区の一部 | 相模原市 緑区 |
| 下中沢村 | 下中沢村            | 三沢村                     | 三沢村                     | 三沢村                    | 三沢村                 | 昭和30年4月1日 城山町   | 平成19年3月11日 相模原市に編入 | 平成22年4月1日 政令指定都市に移行 相模原市緑区の一部 | 相模原市 緑区 |
| 三井村   | 三井村              | 三沢村                     | 三沢村                     | 三沢村                    | 三沢村                 | 昭和30年4月1日 津久井町 | 平成18年3月20日 相模原市に編入 | 平成22年4月1日 政令指定都市に移行 相模原市緑区の一部 | 相模原市 緑区 |
| 中野村   | 中野村              | 中野村                     | 大正14年1月1日 町制 中野町 | 大正14年7月1日 中野町     | 中野町                 | 昭和30年4月1日 津久井町 | 平成18年3月20日 相模原市に編入 | 平成22年4月1日 政令指定都市に移行 相模原市緑区の一部 | 相模原市 緑区 |
| 太井村   | 太井村              | 太井村                     | 太井村                     | 大正14年7月1日 中野町     | 中野町                 | 昭和30年4月1日 津久井町 | 平成18年3月20日 相模原市に編入 | 平成22年4月1日 政令指定都市に移行 相模原市緑区の一部 | 相模原市 緑区 |
| 又野村   | 又野村              | 又野村                     | 又野村                     | 大正14年7月1日 中野町     | 中野町                 | 昭和30年4月1日 津久井町 | 平成18年3月20日 相模原市に編入 | 平成22年4月1日 政令指定都市に移行 相模原市緑区の一部 | 相模原市 緑区 |
| 三ケ木村 | 三ケ木村            | 三ケ木村                   | 三ケ木村                   | 大正14年7月1日 中野町     | 中野町                 | 昭和30年4月1日 津久井町 | 平成18年3月20日 相模原市に編入 | 平成22年4月1日 政令指定都市に移行 相模原市緑区の一部 | 相模原市 緑区 |
| 青山村   | 青山村              | 青山村                     | 明治42年5月1日 串川村      | 明治42年5月1日 串川村     | 串川村                 | 昭和30年4月1日 津久井町 | 平成18年3月20日 相模原市に編入 | 平成22年4月1日 政令指定都市に移行 相模原市緑区の一部 | 相模原市 緑区 |
| 上長竹村 | 明治9年 長竹村      | 長竹村                     | 明治42年5月1日 串川村      | 明治42年5月1日 串川村     | 串川村                 | 昭和30年4月1日 津久井町 | 平成18年3月20日 相模原市に編入 | 平成22年4月1日 政令指定都市に移行 相模原市緑区の一部 | 相模原市 緑区 |
| 下長竹村 | 明治9年 長竹村      | 長竹村                     | 明治42年5月1日 串川村      | 明治42年5月1日 串川村     | 串川村                 | 昭和30年4月1日 津久井町 | 平成18年3月20日 相模原市に編入 | 平成22年4月1日 政令指定都市に移行 相模原市緑区の一部 | 相模原市 緑区 |
| 根小屋村 | 根小屋村            | 根小屋村                   | 明治42年5月1日 串川村      | 明治42年5月1日 串川村     | 串川村                 | 昭和30年4月1日 津久井町 | 平成18年3月20日 相模原市に編入 | 平成22年4月1日 政令指定都市に移行 相模原市緑区の一部 | 相模原市 緑区 |
| 鳥屋村   | 鳥屋村              | 鳥屋村                     | 鳥屋村                     | 鳥屋村                    | 鳥屋村                 | 昭和30年4月1日 津久井町 | 平成18年3月20日 相模原市に編入 | 平成22年4月1日 政令指定都市に移行 相模原市緑区の一部 | 相模原市 緑区 |
| 青野原村 | 青野原村            | 青野原村                   | 青野原村                   | 青野原村                  | 青野原村               | 昭和30年4月1日 津久井町 | 平成18年3月20日 相模原市に編入 | 平成22年4月1日 政令指定都市に移行 相模原市緑区の一部 | 相模原市 緑区 |
| 青根村   | 青根村              | 青根村                     | 青根村                     | 青根村                    | 青根村                 | 昭和30年4月1日 津久井町 | 平成18年3月20日 相模原市に編入 | 平成22年4月1日 政令指定都市に移行 相模原市緑区の一部 | 相模原市 緑区 |
| 与瀬村   | 与瀬村              | 与瀬駅                     | 大正2年4月1日 町制 与瀬町  | 大正2年4月1日 町制 与瀬町 | 与瀬町                 | 昭和30年1月1日 相模湖町 | 平成18年3月20日 相模原市に編入 | 平成22年4月1日 政令指定都市に移行 相模原市緑区の一部 | 相模原市 緑区 |
| 与瀬村   | 時期不明 起立 小原  | 小原町                     | 小原町                     | 小原町                    | 小原町                 | 昭和30年1月1日 相模湖町 | 平成18年3月20日 相模原市に編入 | 平成22年4月1日 政令指定都市に移行 相模原市緑区の一部 | 相模原市 緑区 |
| 千木良村 | 千木良村            | 千木良村                   | 千木良村                   | 千木良村                  | 千木良村               | 昭和30年1月1日 相模湖町 | 平成18年3月20日 相模原市に編入 | 平成22年4月1日 政令指定都市に移行 相模原市緑区の一部 | 相模原市 緑区 |
| 若柳村   | 若柳村              | 内郷村                     | 内郷村                     | 内郷村                    | 内郷村                 | 昭和30年1月1日 相模湖町 | 平成18年3月20日 相模原市に編入 | 平成22年4月1日 政令指定都市に移行 相模原市緑区の一部 | 相模原市 緑区 |
| 寸沢嵐村 | 寸沢嵐村            | 内郷村                     | 内郷村                     | 内郷村                    | 内郷村                 | 昭和30年1月1日 相模湖町 | 平成18年3月20日 相模原市に編入 | 平成22年4月1日 政令指定都市に移行 相模原市緑区の一部 | 相模原市 緑区 |
| 吉野村   | 吉野村              | 吉野駅                     | 大正2年4月1日 町制 吉野町  | 大正2年4月1日 町制 吉野町 | 昭和29年7月15日 吉野町 | 昭和30年7月20日 藤野町  | 平成19年3月11日 相模原市に編入 | 平成22年4月1日 政令指定都市に移行 相模原市緑区の一部 | 相模原市 緑区 |
| 沢井村   | 沢井村              | 沢井村                     | 沢井村                     | 沢井村                    | 昭和29年7月15日 吉野町 | 昭和30年7月20日 藤野町  | 平成19年3月11日 相模原市に編入 | 平成22年4月1日 政令指定都市に移行 相模原市緑区の一部 | 相模原市 緑区 |
| 小淵村   | 小淵村              | 小淵村                     | 小淵村                     | 小淵村                    | 昭和29年7月15日 吉野町 | 昭和30年7月20日 藤野町  | 平成19年3月11日 相模原市に編入 | 平成22年4月1日 政令指定都市に移行 相模原市緑区の一部 | 相模原市 緑区 |
| 佐野川村 | 佐野川村            | 佐野川村                   | 佐野川村                   | 佐野川村                  | 佐野川村               | 昭和30年7月20日 藤野町  | 平成19年3月11日 相模原市に編入 | 平成22年4月1日 政令指定都市に移行 相模原市緑区の一部 | 相模原市 緑区 |
| 日連村   | 日連村              | 日連村                     | 日連村                     | 日連村                    | 日連村                 | 昭和30年7月20日 藤野町  | 平成19年3月11日 相模原市に編入 | 平成22年4月1日 政令指定都市に移行 相模原市緑区の一部 | 相模原市 緑区 |
| 名倉村   | 名倉村              | 名倉村                     | 名倉村                     | 名倉村                    | 名倉村                 | 昭和30年7月20日 藤野町  | 平成19年3月11日 相模原市に編入 | 平成22年4月1日 政令指定都市に移行 相模原市緑区の一部 | 相模原市 緑区 |
| 牧野村   | 牧野村              | 牧野村                     | 牧野村                     | 牧野村                    | 牧野村                 | 昭和30年7月20日 藤野町  | 平成19年3月11日 相模原市に編入 | 平成22年4月1日 政令指定都市に移行 相模原市緑区の一部 | 相模原市 緑区 |

## 一部事務組合
津久井郡の4町では津久井郡広域行政組合という一部事務組合を組織し、清掃工場やし尿処理施設・消防や救急医療などの一般事務を分掌していたが、津久井町・相模湖町が相模原市に編入される前日をもって解散した。これにより、組合職員は相模原市職員として採用され、消防・救急医療は相模原市消防本部（現：相模原市消防局）に統合、衛生センターも相模原市津久井クリーンセンターとなった。なお、当初合併に参加しなかった城山町と藤野町は広域行政組合の解散後、相模原市へ編入されるまでの約1年間、一部の業務を除き相模原市へ事務委託していた。
また、津久井郡4町でという一部事務組合を組織し、平和島競艇を主催する収益事業を行っていた。合併協議の際、合併の議論は二転三転する状態であったが、競艇事業については収益が落ち込んでいたことから撤退することで4町の意見が一致したため、平成16年度限りで競艇事業を廃止し、組合は解散することと決まった。2005年（平成17年）3月31日をもって組合は解散した。

## 相模原市との合併
「平成の大合併」（旧・合併特例法）により、2006年（平成18年）3月20日、津久井町・相模湖町の2町が相模原市に編入され、残る藤野町・城山町の2町も相模原市との合併協議を進めて2007年（平成19年）3月11日に相模原市へ編入された。これにより郡を構成する町村がゼロとなり津久井郡は消滅した。
相模原市への編入に際して旧4町は以下のように改称された。
- 津久井郡城山町（しろやままち） → 相模原市城山町（しろやまちょう）
- 津久井郡津久井町（つくいまち） → 相模原市津久井町（つくいちょう）
- 津久井郡相模湖町（さがみこまち） → 相模原市相模湖町（さがみこちょう）
- 津久井郡藤野町（ふじのまち） → 相模原市藤野町（ふじのちょう）

合併特例により旧4町の区域ごとに相模原市津久井町地域自治区および相模湖町地域自治区、城山町地域自治区および藤野町地域自治区を設置していたが、相模原市は2010年（平成22年）4月1日に政令指定都市へ移行したため、前日の3月31日をもって地域自治区は廃止された。政令指定都市移行と同時に区が設置され、旧郡域は全域が旧市域北部の橋本地区及び大沢地区とともに緑区となった。
旧津久井郡4町と相模原市の合併については相模原市を参照のこと。

## 行政
歴代郡長
『神奈川県史 別編1 人物』による。
| 代 | 氏名         | 就任年月日                 | 退任年月日                | 備考                   |
| -- | ------------ | -------------------------- | ------------------------- | ---------------------- |
| 1  | 三樹十右衛門 | 明治11年（1878年）11月18日 | 明治13年（1880年）6月     |                        |
| 2  | 吉野十郎     | 明治13年（1880年）6月      | 明治24年（1891年）2月     |                        |
| 3  | 松尾豊材     | 明治24年（1891年）2月      | 明治28年（1895年）6月     |                        |
| 4  | 宇高正郎     | 明治28年（1895年）6月      | 明治32年（1899年）11月    |                        |
| 5  | 北原保重     | 明治32年（1899年）11月     | 明治33年（1900年）6月     |                        |
| 6  | 国松英太郎   | 明治33年（1900年）6月      | 明治38年（1905年）1月     |                        |
| 7  | 若林良之     | 明治38年（1905年）1月      | 明治40年（1907年）3月     |                        |
| 8  | 新山政清     | 明治40年（1907年）3月      | 明治44年（1911年）8月     |                        |
| 9  | 池田敏介     | 明治44年（1911年）8月      | 明治45年（1912年）5月     |                        |
| 10 | 熊谷綗介     | 明治45年（1912年）5月      | 大正5年（1916年）1月      |                        |
| 11 | 岡田純夫     | 大正5年（1916年）1月       | 大正8年（1919年）12月     |                        |
| 12 | 高橋新太郎   | 大正8年（1919年）12月      | 大正9年（1920年）         |                        |
| 13 | 大島重次郎   | 大正9年（1920年）          | 大正12年（1923年）        |                        |
| 14 | 鈴木章太郎   | 大正12年（1923年）         | 大正15年（1926年）6月30日 | 郡役所廃止により、廃官 |